# مارتن رندكفيست
مارتن رندكفيست (بالسويدية: Martin Rundkvist)‏ (و. 1972  م) هو عالم آثار سويدي، ولد في ستوكهولم.

## التعليم
تعلم في جامعة ستكهولم
.